# Zdrowa
Zdrowa est une localité polonaise de la gmina de Kłomnice, située dans le powiat de Częstochowa en voïvodie de Silésie.